# Wiktor Petrenko
Wiktor Petrenko (ukrainisch Віктор Петренко, russisch Виктор Васильевич Петренко / Wiktor Wassiljewitsch Petrenko, englisch Viktor Petrenko; * 27. Juni 1969 in Odessa, Ukrainische SSR, Sowjetunion) ist ein ehemaliger ukrainischer Eiskunstläufer, der zunächst für die Sowjetunion, nach deren Zerfall für das Vereinte Team und schließlich für die Ukraine im Einzellauf startete. Er ist der Olympiasieger von 1992, der Weltmeister von 1992 und der Europameister von 1990, 1991 und 1994.

## Biografie
Petrenko wurde in Odessa als erster von zwei Söhnen des Ingenieurehepaars Tamara und Wassili geboren. Sein jüngerer Bruder Wladimir war auch Eiskunstläufer und wurde 1986 Juniorenweltmeister. Petrenko begann, auf Anraten eines Arztes, der den Eltern aufgrund Wiktors schlechten Gesundheitszustands empfahl, ihn Sport treiben zu lassen, mit fünf Jahren mit dem Eiskunstlaufen.
Als er zehn Jahre alt war, wurde er von der Trainerin Halyna Smijewska entdeckt, die ihn während seiner ganzen Amateur-Karriere trainierte.
1984 wurde Petrenko Juniorenweltmeister.
Bei den Olympischen Spielen 1988 in Calgary belegte er den dritten Platz.
1990, 1991 und 1994 wurde er Europameister, 1992 Weltmeister. Höhepunkt seiner Karriere war der Sieg bei den Olympischen Spielen 1992 in Albertville.
Seine Kür lief er zu Musiken von Thomas (Raymond), Chopin (Walzer) und Verdi (Sizilianische Vesper).
Seine Siege bei den Weltmeisterschaften und bei den Olympischen Spielen fielen in die Zeit des Zerfalls der Sowjetunion. Daher ist in Ergebnislisten als Land CIS (Commonwealth of Independent States) angegeben.
Nach seinem Olympiasieg 1992 wechselte er zu den Profis, ließ sich jedoch 1994 reamateurisieren, um bei den Olympischen Winterspielen in Lillehammer für die Ukraine zu starten.
Hier konnte er sich als Neunter im Kurzprogramm bei der abschließenden Kür noch auf den vierten Platz vorarbeiten, verfehlte aber knapp einen Medaillenrang.
1992 überzeugte Petrenko seine Trainerin, das 14-jährige Waisenkind Oksana Bajul aufzunehmen und zu trainieren, wobei er für die Kosten aufkam. Bajul wurde später Weltmeisterin und Olympiasiegerin.
Am 19. Juni 1992 heiratete Petrenko Nina Melnik, die Tochter seiner Trainerin Halyna Smijewska. Das Paar hat eine Tochter (* 21. Juli 1997). Nach den Olympischen Spielen 1994 verließen Petrenko, seine Frau, seine Schwiegermutter, sein Bruder und Bajul die Ukraine in Richtung Simsbury, Connecticut, wohin sie eingeladen wurden, um als Trainer zu arbeiten.
2001 organisierte Petrenko eine Eisschau für Kinder, um Geld für Kinder zu sammeln, die an Folgeschäden der Nuklearkatastrophe von Tschernobyl litten. Mit dem Geld wurde unter anderem eine Intensivpflegestation in Odessa mit neuester technologischer Ausrüstung finanziert.
2005 wechselten die Petrenkos nach Wayne, wo Wiktor zusammen mit seiner Schwiegermutter in der Ice Vault Area als Trainer arbeitet. Seine bekanntesten Schüler dort waren Johnny Weir und Stéphane Lambiel.
Wiktor Petrenko trat für eine Rekordzeit von zwanzig Saisons bei Champions on Ice auf. Er fungiert heute als technischer Spezialist bei der ISU und war Mitglied im Präsidium des ukrainischen Eiskunstlaufverbandes.
Im Juli 2022 wurde Petrenko aus dem ukrainischen Eislaufverband ausgeschlossen, nachdem er in der russischen Stadt Sotschi an einer von Tatjana Nawka ausgerichteten Eisshow aufgetreten war. Nawka gilt als Unterstützerin Putins.

## Ergebnisse
| Wettbewerb / Jahr           | 1984 | 1985 | 1986 | 1987 | 1988 | 1989 | 1990 | 1991 | 1992 | 1993 | 1994 |
| --------------------------- | ---- | ---- | ---- | ---- | ---- | ---- | ---- | ---- | ---- | ---- | ---- |
| Olympische Winterspiele     |      |      |      |      | 3.   |      |      |      | 1.   |      | 4.   |
| Weltmeisterschaften         |      | 9.   | 5.   | 6.   | 3.   | 6.   | 2.   | 2.   | 1.   |      |      |
| Europameisterschaften       |      | 6.   | 4.   | 3.   | 3.   |      | 1.   | 1.   | 2.   |      | 1.   |
| Juniorenweltmeisterschaften | 1.   |      |      |      |      |      |      |      |      |      |      |
| Sowjetische Meisterschaften | 3.   |      | 2.   | 2.   |      |      | 2.   | 1.   | 3.   |      |      |
| Ukrainische Meisterschaften |      |      |      |      |      |      |      |      |      |      | 1.   |